# 핀란드 아나키스트 동맹
핀란드 아나키스트 동맹(핀란드어: Suomen anarkistiliitto; SAL 수오멘 아나르키스틸릿토[*])은 핀란드의 아나키스트 조직이다. 1986년 핀란드 아나르코생디칼리스트 동맹(핀란드어: Suomen anarkosyndikalistinen liitto 수오멘 아나르코쉰디칼리스티넨 리토[*])으로서 설립되었고, 1992년 현재의 이름으로 개칭했다. 핀란드 최초의 전국단위 아나키스트 조직이다. 1990년대부터 국제노동자협회(IWA)에 가맹하고 있다.
1992년 맹원 수가 250명으로 가장 많았으나, 이듬해 60명으로 떨어진 뒤 100명 정도에서 안정화되었으나 1990년대 후반 이후로 활동은 사실상 멈춘 상태다.